# Weston (Oregon)
Weston (korábban Mitchell’s Station) az Amerikai Egyesült Államok Oregon államának Umatilla megyéjében elhelyezkedő város, a Pendleton–Hermiston mikrostatisztikai körzet része. A 2020. évi népszámláláskor 706 lakosa volt.

## Története
Mitchell’s Station postahivatala 1867 februárjában nyílt meg, majd a helységet 1869 szeptemberében T. T. Lieuallen szülővárosa, a Missouri állambeli Weston után átnevezte. Weston 1878. október 19-én kapott városi rangot.
Leginkább Nard Jones regényíró által ismert, aki 1919 és 1927 között itt töltötte gyermekkorát. Oregon Detour című regénye a hatszáz lakosú Crestonban játszódik, de a szereplőket többek szerint a westoniakról mintázta, és ezt rágalmazásnak tartják. Ugyan a legenda, miszerint Jonest beperelték, nem igaz, a helyiek megpróbálták a könyvet eltüntetni: a könyvtárból ellopták, a középiskolában pedig egy diák elemzést írt volna róla, de tanára eltávolíttatta az olvasólistáról és az iskolai könyvtárból is. George Venn történész szerint a „valós szereplők” kiderítése még az az 1980-as években is rendszeres helyi időtöltés volt.

## Éghajlat
A város éghajlata mediterrán (a Köppen-skála szerint Csb).

## Népesség
| Lakosok száma | 446  | 626  | 499  | 384  | 498  | 783  | 660  | 606  | 717  | 706  |
|               | 1880 | 1900 | 1910 | 1930 | 1940 | 1960 | 1970 | 1990 | 2000 | 2020 |

## Fordítás
- Ez a szócikk részben vagy egészben  a   Weston, Oregon című angol Wikipédia-szócikk ezen változatának fordításán alapul.  Az eredeti cikk szerkesztőit annak laptörténete sorolja fel. Ez a jelzés csupán a megfogalmazás eredetét és a szerzői jogokat jelzi, nem szolgál a cikkben szereplő információk forrásmegjelöléseként.